# SKIF Nischni Nowgorod
Der HK SKIF Nischni Nowgorod (russisch Хоккейный клуб СКИФ Нижний Новгород) ist ein russischer Fraueneishockeyverein, der 2000 auf Basis von Wiking Moskau gegründet wurde. Im Jahr 2009 gewann die Mannschaft den IIHF European Women Champions Cup und war somit die erfolgreichste Klubmannschaft im europäischen Fraueneishockey in der Saison 2008/09. Der Klub ist seit 2006 in Nischni Nowgorod angesiedelt und richtet seine Heimspiele im KRK Nagorny aus, in dem auch Torpedo Nischni Nowgorod spielt. Gegründet wurde der Klub im Jahr 2000 als SKIF Moskau.

## Erfolge
- Russischer Meister: 1996, 1997, 1998, 1999, 2001, 2002, 2003, 2004, 2005, 2008, 2010, 2014
- Russischer Vizemeister: 2000, 2006, 2007, 2009, 2011
- IIHF-European-Women-Champions-Cup-Sieger: 2008/09, 2014/15
- 2. Platz IIHF European  Women Champions Cup: 2004
- 3. Platz IIHF European  Women Champions Cup: 2005

## Meisterteams
IIHF European  Women Champions Cup 2008/09-Sieger
- Torhüterinnen: Nadeschda Alexandrowa, Aljona Kropatschewa
- Verteidigerinnen: Aljona Chomitsch, Jenni Hiirikoski, Alexandra Kapustina, Kati Kovalainen, Wiktorija Samarina, Anna Schtschukina, Larissa Teplygina
- Angreiferinnen: Julija Deulina, Jelena Guslistaja, Karoliina Rantamäki, Olga Semenez, Jelena Silina, Olga Sossina, Tatjana Sotnikowa, Swetlana Terentjewa, Swetlana Tkatschowa, Oksana Tretjakowa, Marjo Voutilainen
- Cheftrainer: Jewgeni Bobariko